# 魏楚雄
魏楚雄（英語：George Wei Chuxiong，1952年1月15日—），上海人，歷史學家，美國聖路易斯華盛頓大學歷史學博士，澳門大學歷史系創系系主任及榮休教授，現任香港樹仁大學歷史系客席教授。主要研究領域為東方文化與外交、中美關係史、民族主義及中國傳統文化等。

## 經歷
1952年1月15日，出生於上海。
1982年11月，取得河南大學近代世界史碩士學位。畢業後，於1983至1988年，任職上海社會科學院歷史研究所助理教授，及後負笈美國。
1992年12月，於聖路易斯華盛頓大學取得歷史學碩士學位。並於該校修讀博士學位課程期間，擔任該校講師。與此同時，於1994至1996年期間，在美國俄亥俄州托雷多大學擔任歷史系客座助理教授。
1996年8月，取得聖路易斯華盛頓大學歷史學博士學位。遂即任美國華盛頓州惠特曼學院歷史系客座助理教授。
1997年，轉任美國賓夕法尼亞州薩斯克漢納大學歷史系助理教授。2001年，於該校晉升副教授，並任該校的亞洲研究中心主任。同年，獲上海社會科學院邀任客座教授。
2006年，轉任澳門大學社會系歷史課程統籌，並於2008年協助該校成立「歷史系」，成為創系系主任。翌年，晉升正教授。直至2015年，卸任系主任。因其對該校歷史系成立的貢獻，獲授予榮休教授。
期間於2013年，獲首都師範大學邀任客席研究員。並且於2014年，在勞特利奇連續出版了三本不同的英文著作，包括《Macao—Cultural Interactions and Literary Representations》，《Macao—The Formation of A Global City》以及《China: How the Empire Fell》。
2017至2018年，獲邀出任澳門大學中國歷史文化中心顧問及課程主任。同年，獲蘇州大學聘請為歷史學系講座教授。
2019年，獲邀出任北京師範大學-香港浸會大學聯合國際學院協理副校長。
2020年，獲香港樹仁大學聘請為歷史系主任及傑出教授。同年，獲河南大學歷史文化學院聘請為世界史系講座教授。

## 著作
其曾獲諸多國內外學術獎，撰寫、主編或合編中英文學術著作約20餘本，在海内外發表近60篇中英文學術文章，10多篇英文書評以及美國報刊訪談。
以下是其部分著作：
- 《政事論》國際政治思想研究
- 《東方崛起與印度外交》
- 《東方外交與朝鮮半島問題》
- 《東西方文化與外交方略：實踐篇》
- 《東方外交史中的日本》
- 《東西方文化與外交方略：理論篇》
- 《東方外交與臺灣》
- 《東方外交史之發展》
- 《Sino-American Economic Relations》
- 《Chinese Nationalism in Perspective: Historical and Recent Cases》
- 《Exploring Nationalisms of China: Themes and Conflicts Challenges to Chinese Foreign Policy: Diplomacy, Globalization, and the Next World Power》
- 《China-Taiwan Relation in a Global Context: Taiwan’s Foreign Policy and Relations》
- 《Macao—Cultural Interactions and Literary Representations》
- 《Macao—The Formation of A Global City》
- 《China: How the Empire Fell》